# Ernest Nister

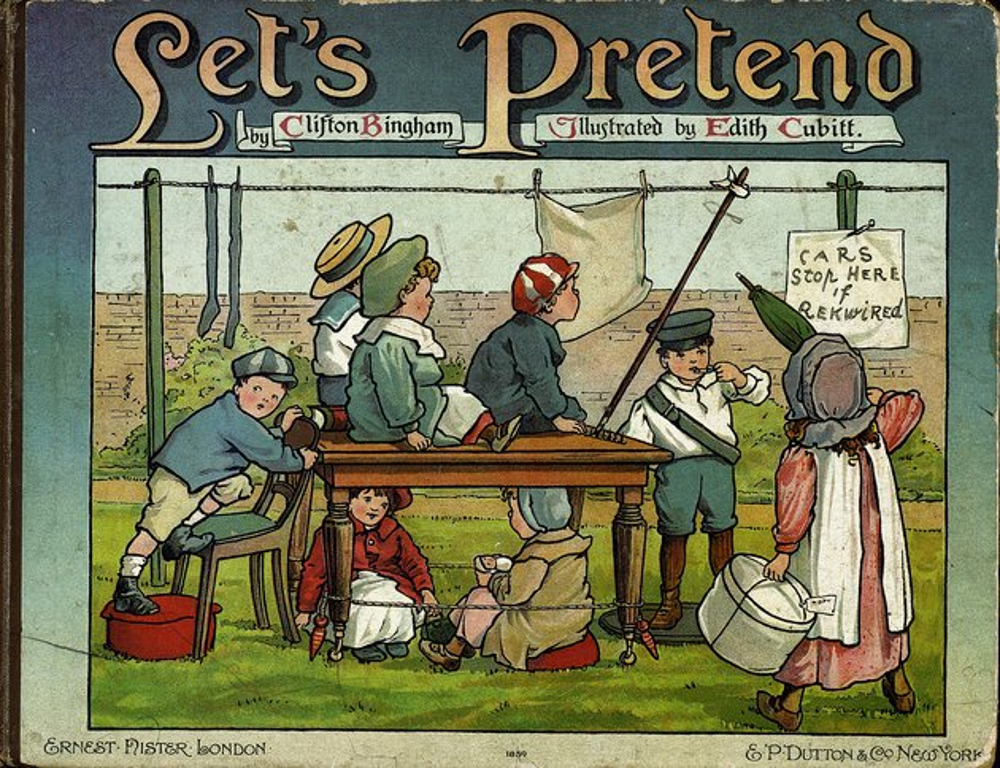
Jouons à faire semblant, textes de Bingham, illustrations de E. A. Cubitt, 1859

Ernst Nister est un éditeur allemand de livres pour enfants de la fin du XIXe siècle qui exporta également de nombreux ouvrages en anglais sur le marché britannique ; l'éditeur new-yorkais Edward Payson Dutton les diffusa aux États-Unis.

## Biographie
Il a créé sa maison d'édition à Nuremberg. Il a fortement contribué à la popularité des livres animés en Europe occidentale.
En 1888 il ouvre une maison à Londres, dirigée par l'écrivain Robert Ellice Mack. Il contribue au succès de l'illustrateur spécialiste des chats, Louis Wain.
À la même époque, il devient co-éditeur de l'entreprise de E. P. Dutton, dont le rôle sera plutôt celui de diffuseur auprès des lecteurs américains.

## Livres
- Les débuts de l'aviation (The children's airship book)